# 걸 인 더 포토그래프
《걸 인 더 포토그래프》(The Girl in the Photographs)는 미국에서 제작된 닉 사이먼 감독의 2015년 범죄, 공포, 스릴러 영화이다. 크리스티 칼슨 로마노 등이 주연으로 출연하였고 앤드리아 청 등이 제작에 참여하였다. 2016년 4월 1일 주문형 비디오를 통해 버티컬 엔터테인먼트에 의해 한정 개봉되었다.
이 영화는 웨스 크레이븐이 2015년 8월 30일 사망하기 전 마지막으로 제작한 작품이다.

## 출연

### 주연
- 크리스티 칼슨 로마노
- 캐서린 이자벨
- 클라우디아 리
- 칼 펜

### 조연
- 미치 필레지
- 케니 워말드
- 에바 본
- 토비 헤밍웨이
- 루크 베인스
- 캐스린 커크패트릭
- 올리버 세이츠

## 기타
- 총괄프로듀서: 웨스 크레이븐
- 총괄프로듀서: 브랜던 마이클 베이더
- 공동프로듀서: 아론 라트너
- 미술: 에릭 프라서